# Урсула Познанскі
У́рсула Позна́нскі (нім. Ursula Poznanski; *30 жовтня 1968, Відень) — австрійська письменниця, авторка молодіжних трилерів. Перший роман Урсули Познанскі «Ереб» приніс їй велику популярність і був відзначений престижною «Німецькою премією юнацької літератури» (нім. Deutscher Jugendliteraturpreis).

## Біографія
Народилася у Відні, дитинство пройшло в передмісті Відня Пертольсдорфі. Закінчила гімназію в Пертольсдорфі. У Віденському університеті вивчала по черзі японологію, публіцистику, право, театрознавство. Диплому не одержала. 1996 року почала працювати редактором в одному з медичних видавництв. 2000 року, після народження сина, взяла участь у конкурсі австрійського радіо на найкращий сценарій любовної комедії, але призових місць не зайняла.
2001 року подала в австрійське видавництво свій перший рукопис дитячої книжки «Джунглі літер» (Buchstabendschungel), який було прихильно оцінено, а книжка вийшла друком 2003 року. У наступні роки Познанскі опублікувала низку книжок для дітей і паралельно працювала над молодіжним романом, проте не знайшла для нього видавця. Після того Познанскі вирішила звернутися до жанру молодіжного трилера й написала роман «Ереб». 2010 року «Ереб» опублікувало видавництво «Loewe Verlag» і приніс авторці велику популярність. Невдовзі роман було перекладено в багатьох країнах. 2019 року з'явився український переклад роману «Ереб».
Урсула Познанскі живе зі своєю родиною у Відні.

## Твори
Серія «Ванітас»
- Vanitas: Schwarz wie Erde. Knaur, München 2019. ISBN 978-3-426-22686-5

Молодіжні трилери
- Erebos. Loewe, Bindlach 2010. ISBN 978-3-7855-7788-2
- Saeculum. Loewe, Bindlach 2011. ISBN 978-3-7855-7028-9
- Layers. Loewe, Bindlach 2015. ISBN 978-3-7855-8230-5
- Elanus. Loewe, Bindlach 2016. ISBN 978-3-7855-8231-2
- Aquila. Loewe, Bindlach 2017. ISBN 978-3-7855-8613-6
- Thalamus. Loewe, Bindlach 2018. ISBN 978-3-7855-8614-3
- Erebos 2. Loewe, Bindlach 2019

Серія про Беатріс Каспарі
- Fünf. Wunderlich, Reinbek 2012. ISBN 978-3-8052-5031-3
- Blinde Vögel. Wunderlich, Reinbek 2013. ISBN 978-3-8052-5045-0
- Stimmen. Wunderlich, Reinbek 2015. ISBN 978-3-8052-5062-7
- Schatten. Wunderlich, Reinbek 2017. ISBN 978-3-8052-5063-4

Трилогія «Елерія» (антиутопія)
- 1. Die Verratenen. Loewe, Bindlach 2012, ISBN 978-3-7855-7546-8.
- 2. Die Verschworenen. Loewe, Bindlach 2013, ISBN 978-3-7855-7547-5.
- 3. Die Vernichteten. Loewe, Bindlach 2014, ISBN 978-3-7855-7548-2.

Дитяча література
- Theo Piratenkönig. Illustrationen von Friedericke Rave. Dachs, Wien 2003. ISBN 3-85191-308-6
- Spanier küssen anders. G&G, Wien 2008. ISBN 978-3-7074-0402-9
- Buchstabendschungel. Illustrationen von Jens Rassmus. Dachs, Wien 2003. ISBN 3-85191-308-6
- All diese Zahlen. Illustrationen von Jens Rassmus. Wien: Dachs 2004. ISBN 978-385191-348-4
- Die allerbeste Prinzessin. Zeichnungen und Collagen von Sybille Hein. Bindlach: Loewe 2018. ISBN 978-3-7855-8578-8
- Redaktion Tintenklex: Das Geheimnis der 67 Erpresserbriefe.
- Redaktion Tintenklex: Das geheimnisvolle Grab.
- Pauline Pechfee. Illustrationen von Friederike Rave. Residenz 2007. ISBN 978-3-70172025-5

Книжки у співавторстві
- Fremd. Mit Arno Strobel. Wunderlich, Reinbek 2015. ISBN 978-3-8052-5084-9
- Anonym. Mit Arno Strobel. Wunderlich, Reinbek 2016. ISBN 978-3-8052-5085-6
- Invisible. Mit Arno Strobel. Wunderlich, Reinbek 2018. ISBN 978-3-8052-0015-8

## Переклади українською
- Познанскі У. Ереб / переклад з німецької: Сняданко Н. Львів: Видавництво "Астролябія", 2019. 512 с. ISBN 978-617-664-159-9[12]
- Познанскі У. Секулум / переклад з німецької: Шимон Н. Львів: Видавництво "Астролябія", 2021. 512 с. ISBN: 978-617-664-215-2